# Gare d'Artres
La gare d'Artres est une ancienne gare ferroviaire française de la ligne de Fives à Hirson, située sur le territoire de la commune d'Artres, dans le département du Nord, en région Hauts-de-France.
Elle est mise en service en 1872 par la Compagnie des chemins de fer du Nord. Devenue une halte, elle est fermée en 1998 par la Société nationale des chemins de fer français (SNCF).

## Situation ferroviaire
Établie à 88 mètres d'altitude, la gare d'Artres est située au point kilométrique (PK) 57,839 de la ligne de Fives à Hirson (qui fait partie intégrante de la Transversale Nord-Est), entre les gares fermées de Quérénaing et de Ruesnes ; le tout s'intercale entre les gares ouvertes du Poirier-Université et du Quesnoy (Nord), ces deux dernières étant desservies par des trains du réseau TER Hauts-de-France.
La vitesse limite de traversée de cette ancienne gare est de 130 km/h.

## Histoire
La gare est mise en service à l'ouverture de la section Valenciennes – Aulnoye (actuelle ligne de Fives à Hirson) par la Compagnie des chemins de fer du Nord, soit le 1er septembre 1872. Elle intègre à sa création, le 1er janvier 1938, le réseau de la SNCF.
Le bâtiment voyageurs d'origine, détruit pendant la Première Guerre mondiale, est, par la suite, remplacé par un nouveau bâtiment de type « Reconstruction ».
En 1960, Artres dispose de deux quais latéraux et de voies de service, et dessert trois embranchements particuliers.
Devenue une halte après la démolition de son second bâtiment voyageurs, la gare reste desservie par des trains régionaux jusqu'en 1998. L'emprise cadastrale des anciennes constructions appartient toujours à la SNCF.

## Patrimoine ferroviaire

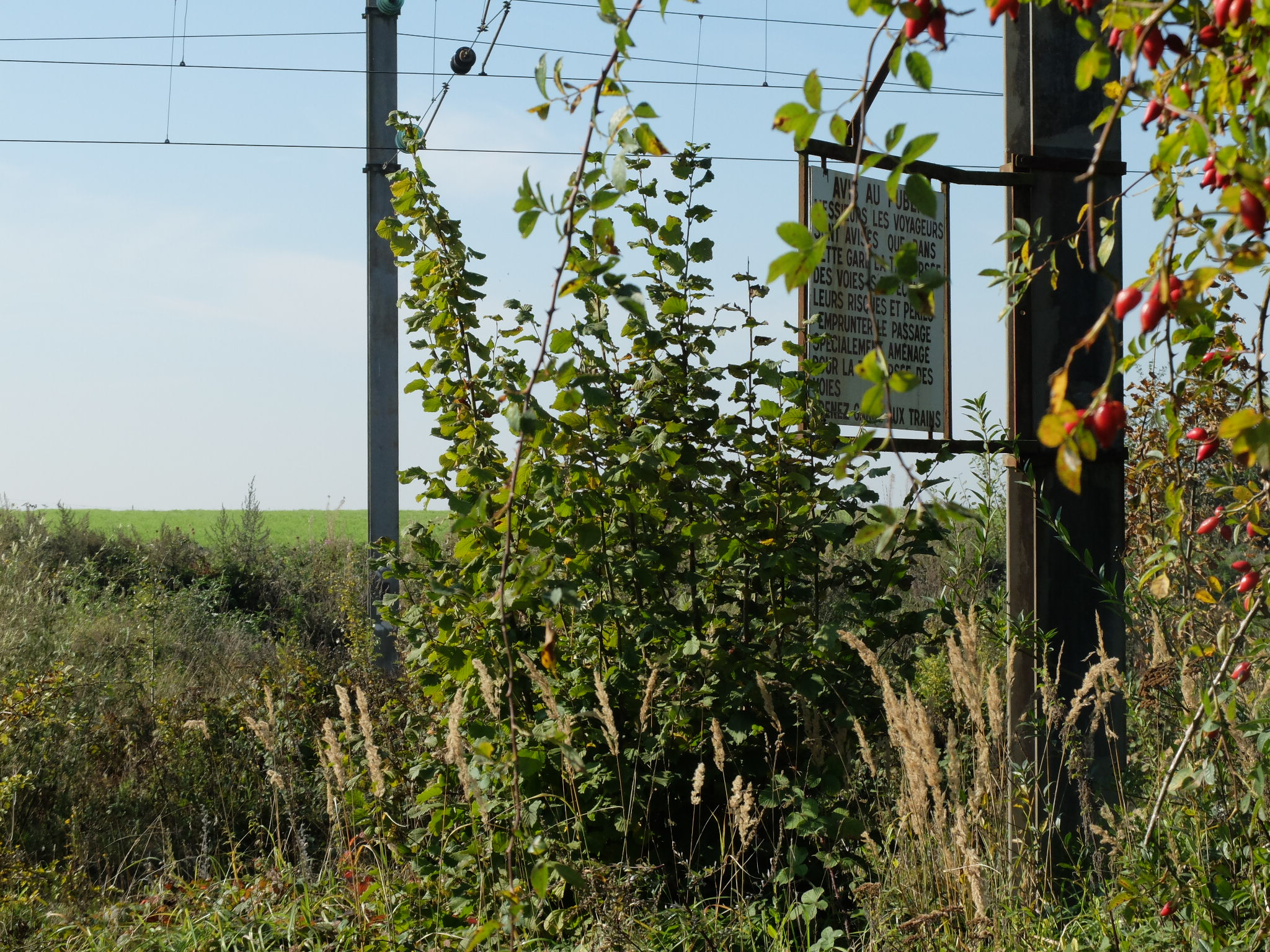
Pancarte qui informait les voyageurs du danger de la traversée des voies.

Le bâtiment voyageurs, les quais et les autres installations ayant été rasés, seuls quelques éléments — dont un portillon d'accès à l'ancienne halte —, visibles du parvis désaffecté, témoignent de l'existence de cet ancien point d'arrêt.

## Service des voyageurs
Artres est, de fait, fermée à tout trafic ferroviaire.
Néanmoins, la ligne no 971 du réseau « Transvilles » dessert l'arrêt Artres Gare, situé à moins de 150 mètres (dans la rue de la Gare). Cela permet de rejoindre la gare du Quesnoy, et, par le biais d'une correspondance avec le tramway de Valenciennes à la station Université, la gare de Valenciennes.